# 福岡市立西陵小学校
福岡市立西陵小学校（ふくおかしりつ せいりょうしょうがっこう）は、福岡県福岡市西区生の松原3丁目にある公立小学校。

## 沿革
- 1976年 - 福岡市立下山門小学校から分離し開校
- 1982年 - 福岡市立城原小学校を分離

## 通学区域
西区の以下の地区。
- 大字下山門 1710(31)～1718
- 下山門団地 5番(2号)、29番～79番
- 生の松原 1丁目24番～26番、2丁目～4丁目

中学校は西陵中学校の校区。

### 校区が隣接する小学校
- 福岡市立今宿小学校
- 福岡市立城原小学校
- 福岡市立下山門小学校

### 校区内の主な施設
- 生の松原海水浴場
- 九州大学早良実習場演習林
- 西福岡病院
- 春日病院
- 長垂公園
- 唐津街道
- 今宿バイパス